# 1570 en science
| Années de la science : 1567 - 1568 - 1569 - 1570 - 1571 - 1572 - 1573    |
| Décennies de la science : 1540 - 1550 - 1560 - 1570 - 1580 - 1590 - 1600 |

Cet article présente les faits marquants de l'année 1570 en science.

## Événements
- 8 février, Chili : Concepción est détruite par un tremblement de terre[1].

- Entre 1570 et 1573, une éruption volcanique dans la caldeira de Santorin forme l'îlot de Micra Kaméni[2].

## Publications

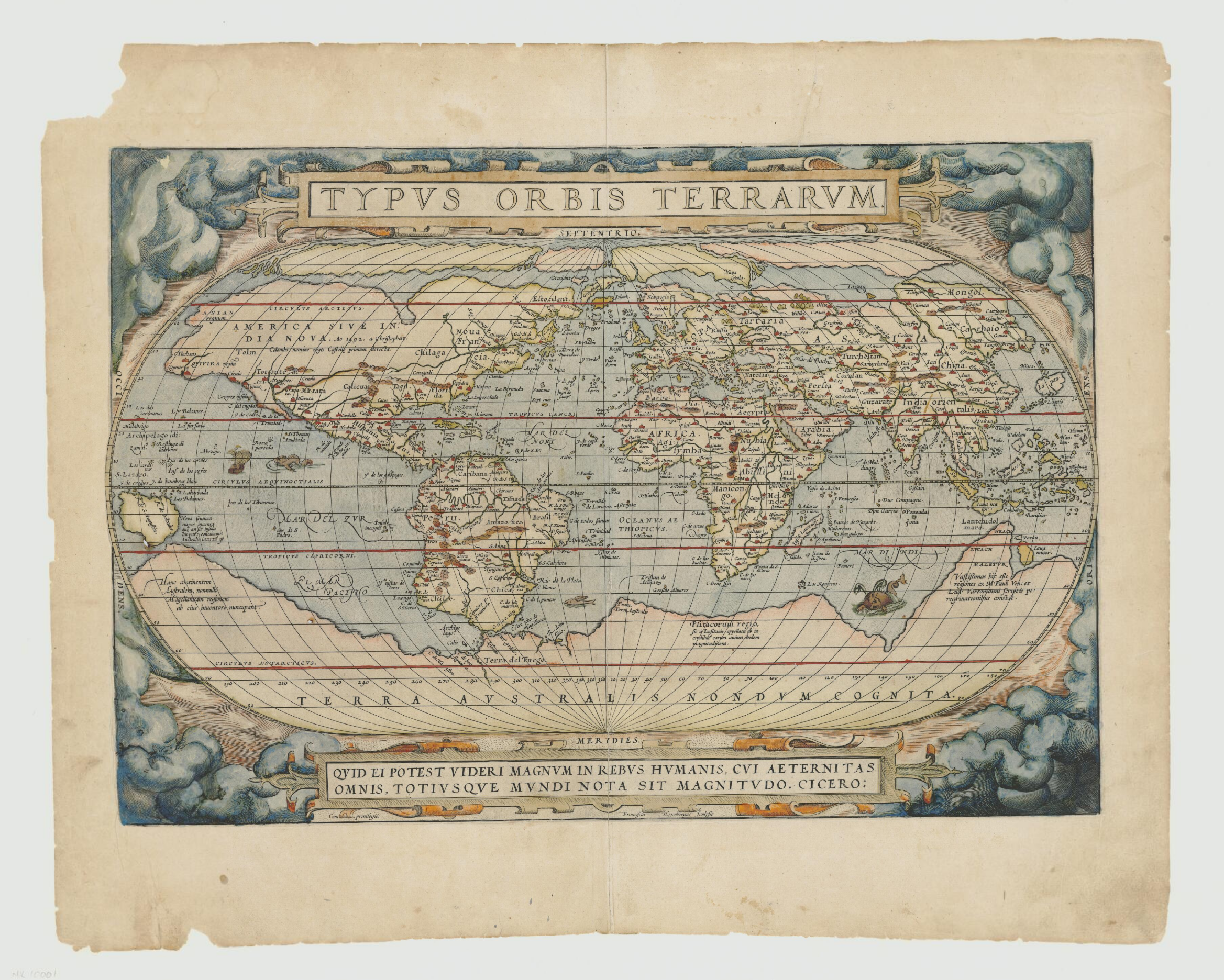
Mappemonde d'Ortelius

- John Caius : Plantes et animaux rares (Of Some Rare Plants and Animals) (Londres, 1570).
- 20 mai :  Abraham Ortell publie Theatrum Orbis Terrarum, le premier atlas[3].

## Naissances

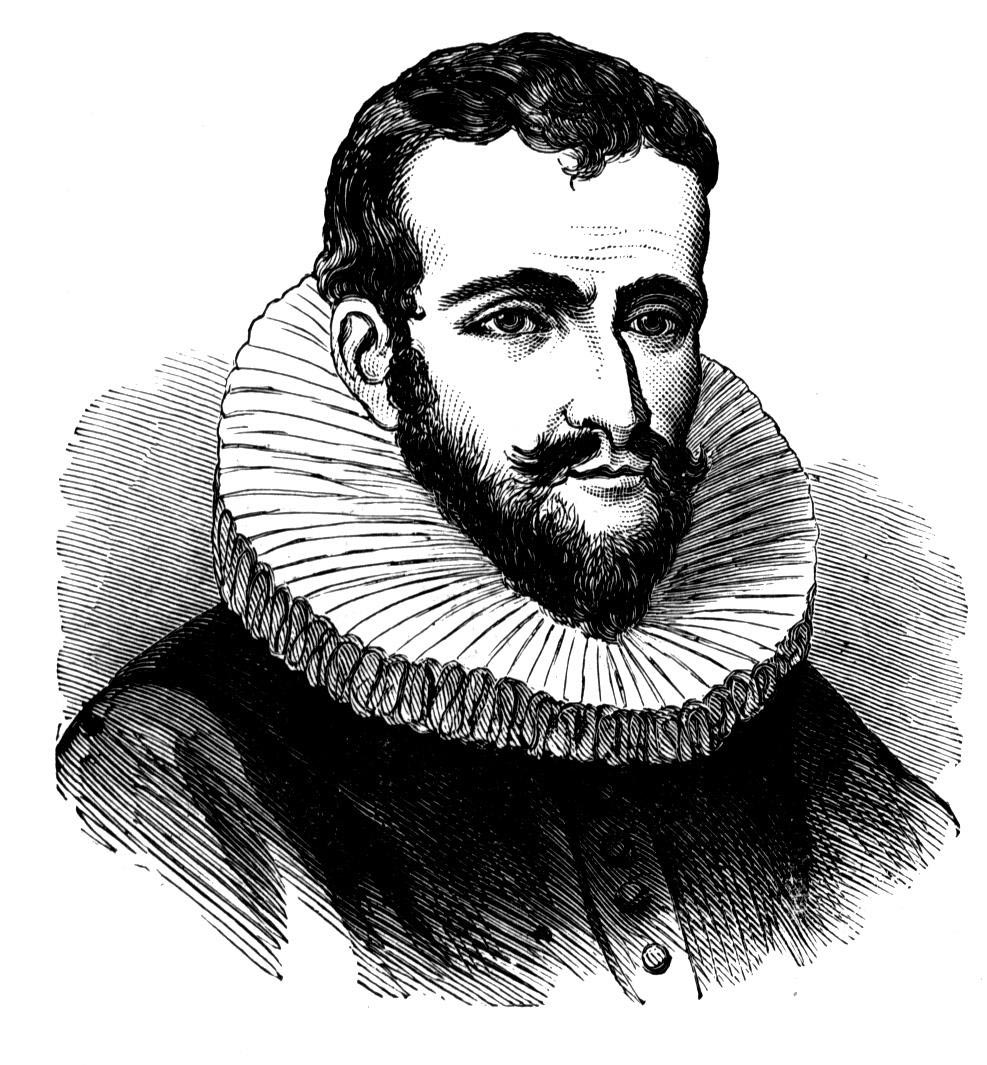
Henry Hudson

- 12 septembre : Henry Hudson (mort en 1611), explorateur anglais.

- Andrea Argoli (mort en 1659), scientifique italien.
- Clément Cyriaque de Mangin (mort vers 1642), poète et mathématicien français.
- Hans Lippershey (mort en 1619), fabricant de lentilles néerlandais (ou 1572).
- William Lower (mort en 1615), astronome anglais.
- Honorat de Meynier (mort en 1638), mathématicien et militaire catholique français.

## Décès
- 20 février : Johannes Scheubel (né en 1494), mathématicien allemand.
- 9 août : Valentin Mennher (né en 1521), mathématicien allemand.
- Novembre : Jacques Grévin (né en 1538), médecin, homme de théâtre et poète.

- Luigi Anguillara (né en 1512), botaniste italien.
- Daniel Barbaro (né en 1513), noble vénitien, écrivain, traducteur et diplomate qui s'intéressa à l'optique.
- Agostino Gallo (né en 1499), agronome italien.